# María Ángeles Adán de la Paz
María Ángeles Adán de la Paz (Quesada, Jaén, 9 de marzo  de 1984) es una política española, representante de la provincia jienense en la XIII legislatura de España por el Grupo Parlamentario de Ciudadanos.

## Biografía
Nacida en el municipio de Quesada, estudió cursos de Derecho en la Universidad de Granada, ha trabajado siempre en el asesoramiento económico y financiero de empresa agroalimentarias, sobre todo las relacionadas con la producción del Olivo, tan importante en esta región de España.
Fue gerente de la Agrupación de Producción Integrada, que no es más que el proceso por el que se consigue una agricultura más sostenible, contando con formas de producción biólogica y con la reducción de químicos, dependiente de la Junta de Andalucía.
Fue concejal en el Ayuntamiento de Quesada durante la Legislatura 2015-2019, aunque dimitió antes, debido a los desacuerdos que tuvo con el Partido Popular de Jaén, abandonando la formación azul junto a otros políticos de la provincia. 
Pronto se afilió a Ciudadanos, encargada de producir la implantación de la formación naranja en todos los municipios de Jaén que se pudiera para conseguir la máxima representación. Fue la directora de campaña de Ciudadanos en Jaén para las Elecciones al Parlamento de Andalucía de 2018 donde la formación de Albert Rivera cosechó 21 diputados en toda la Comunidad y dos por Jaén. 
En las Elecciones generales de España de abril de 2019, fue la cabeza de lista de Ciudadanos (España) por esta circunscripción, obteniendo la representación y el acta de diputada, siendo la Portavoz de la Comisión de Agricultura en el Congreso de los Diputados. Sin embargo tuvo que dejar el escaño porque en las Elecciones generales de España de noviembre de 2019, Ciudadanos obtuvo 47 escaños menos, siendo uno de ellos el de Adán.